# Campo Limpo Paulista
Campo Limpo Paulista – miasto i gmina w Brazylii, w stanie São Paulo. Znajduje się w mezoregionie Macro Metropolitana Paulista i mikroregionie Jundiaí.